# Corydalis davidii
Corydalis davidii är en vallmoväxtart som beskrevs av Adrien René Franchet. Corydalis davidii ingår i släktet nunneörter, och familjen vallmoväxter. Inga underarter finns listade i Catalogue of Life.